# Smithfield (Utah)
Smithfield és una població dels Estats Units a l'estat de Utah. Segons el cens del 2000 tenia 7.261 habitants.

## Demografia
Segons el cens del 2000, Smithfield tenia 7.261 habitants, 2.066 habitatges, i 1.782 famílies. La densitat de població era de 650,5 habitants per km².
Dels 2.066 habitatges en un 53,2% hi vivien nens de menys de 18 anys, en un 78,5% hi vivien parelles casades, en un 6,1% dones solteres, i en un 13,7% no eren unitats familiars. En el 12,2% dels habitatges hi vivien persones soles el 6,8% de les quals corresponia a persones de 65 anys o més que vivien soles. El nombre mitjà de persones vivint en cada habitatge era de 3,51 i el nombre mitjà de persones que vivien en cada família era de 3,85.
Per edats la població es repartia de la següent manera: un 37,8% tenia menys de 18 anys, un 12,1% entre 18 i 24, un 25,8% entre 25 i 44, un 16,2% de 45 a 60 i un 8% 65 anys o més.
L'edat mitjana era de 25 anys. Per cada 100 dones de 18 o més anys hi havia 96,6 homes.
La renda mitjana per habitatge era de 47.745 $ i la renda mitjana per família de 49.828 $. Els homes tenien una renda mitjana de 35.708 $ mentre que les dones 21.076 $. La renda per capita de la població era de 14.933 $. Entorn del 4,5% de les famílies i el 6,2% de la població estaven per davall del llindar de pobresa.

## Poblacions més properes
El següent diagrama mostra les poblacions més properes.